# Mil calles llevan hacia ti
«Mil calles llevan hacia ti» es una canción del grupo musical español La Guardia, incluida en su álbum Vámonos.

## Descripción
Reconocida como la más famosa de las canciones del grupo, gracias a este tema La Guardia se convirtió en una de las bandas más populares de su tiempo y en un grupo de referencia de la música pop española de los años 1980. En ese mismo sentido el líder y solista de la banda, además de autor de la canción, Manuel España, reconocía que es el tema que mayores satisfacciones le ha proporcionado de entre todos los que ha compuesto.
Según ha declarado el propio autor, compuso mentalmente la canción camino de casa de su abuela en el Albaicín de la ciudad de Granada.
La canción llegó al número 1 de Los 40 Principales el 15 de abril de 1989.
Con motivo del lanzamiento del disco conmemorativo del 25 aniversario del grupo, 25 años no es nada (2008) el tema volvió a grabarse en esta ocasión junto a la cantante Chenoa.